# Джамшедпур
Джамшедпур теж інколи Татанаґар (англ. Jamshedpur, гінді जमशेदपुर) — місто в Індії, у штаті Джхаркханд (до 2001 року — в штаті Біхар), на північному сході країни. Населення міста 570 тис. (2001 рік), агломерації — 1,10 млн, що робить її 28-мою за населенням агломерацією в Індії та найбільшою у штаті. Місто розташоване при злитті річок Субарнереха та Харкай, є важливим залізничним та дорожнім вузлом.

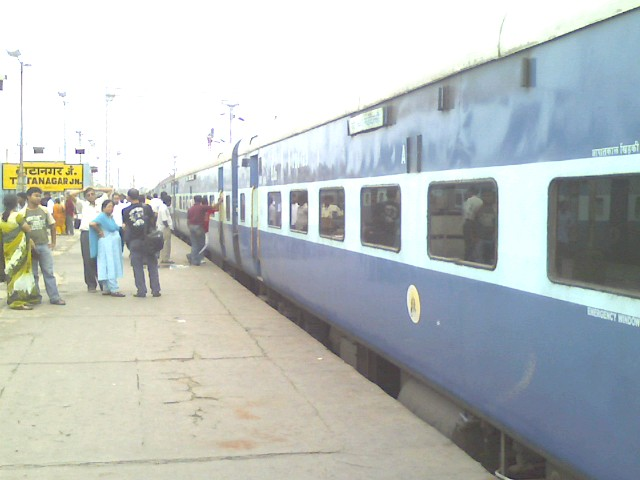
Залізнична станція м. Джамшедпур (Татанаґар)

Місто було засноване відомим індійським індустріалістом Джамшеджі Татою, через що місто деколи називають Татанаґар. Воно з початку існування стало центром металургійної промисловості Індії. Компанія Дж. Тати відкрила тут сталеву фабрику у 1911 році, яка швидко зросла у значенні. Сьогодні тут містяться головні залізо- та металообробні заводи країни. Тут теж містяться заводи по збірці автомобілів, заводи що виробляють сільськогосподарські засоби, залізне емальоване начиння, частини до двигунів локомотивів. В Джамшедпурі знаходиться Національна Металургійна Лабораторія і коледжі, якіє філіалами Університету Ранчі.
Населення міської агломерації: 1 мільйон 104 тис. 713 мешканців (2001 р.). Чисельність населення Джамшедпура стрімко зростає. На порівняння, у 1971 р. тут проживало лише 356 тис. 783 жителів.

## Клімат
Місто знаходиться у зоні, котра характеризується кліматом тропічних саван. Найтепліший місяць — травень із середньою температурою 32.9 °C (91.2 °F). Найхолодніший місяць — січень, із середньою температурою 19 °С (66.2 °F).
| Клімат Джамшедпура      | Клімат Джамшедпура | Клімат Джамшедпура | Клімат Джамшедпура | Клімат Джамшедпура | Клімат Джамшедпура | Клімат Джамшедпура | Клімат Джамшедпура | Клімат Джамшедпура | Клімат Джамшедпура | Клімат Джамшедпура | Клімат Джамшедпура | Клімат Джамшедпура | Клімат Джамшедпура |
| Показник                | Січ.               | Лют.               | Бер.               | Квіт.              | Трав.              | Черв.              | Лип.               | Серп.              | Вер.               | Жовт.              | Лист.              | Груд.              | Рік                |
| Абсолютний максимум, °C | 35                 | 35                 | 40                 | 43                 | 44                 | 43                 | 38                 | 35                 | 35                 | 35                 | 36                 | 32                 | 44                 |
| Середній максимум, °C   | 26,2               | 29,3               | 34,4               | 38,9               | 39,6               | 36,2               | 32,3               | 31,8               | 32,1               | 31,5               | 29                 | 26,2               | 32,3               |
| Середня температура, °C | 19                 | 21,9               | 26,5               | 31,3               | 32,9               | 31,2               | 28,7               | 28,5               | 28,4               | 26,6               | 22,6               | 19                 | 26,4               |
| Середній мінімум, °C    | 11,7               | 14,5               | 18,6               | 23,7               | 26,2               | 26,2               | 25,1               | 25,2               | 24,6               | 21,7               | 16,1               | 11,7               | 20,4               |
| Абсолютний мінімум, °C  | 7                  | 5                  | 11                 | 14                 | 20                 | 18                 | 22                 | 20                 | 16                 | 16                 | 10                 | 7                  | 5                  |
| Норма опадів, мм        | 14                 | 25.7               | 26.1               | 37.5               | 57.2               | 205.3              | 292.5              | 306.5              | 208.8              | 82.2               | 10.1               | 6.1                | 1272               |
| Днів з опадами          | 2                  | 2                  | 3                  | 3                  | 5                  | 12                 | 15                 | 16                 | 12                 | 5                  | 2                  | 2                  | 79                 |
| Днів з дощем            | 2                  | 2                  | 3                  | 3                  | 5                  | 12                 | 15                 | 16                 | 12                 | 5                  | 2                  | 2                  | 79                 |
| ----------------------- | ------------------ | ------------------ | ------------------ | ------------------ | ------------------ | ------------------ | ------------------ | ------------------ | ------------------ | ------------------ | ------------------ | ------------------ | ------------------ |
| Джерело: Weatherbase    |                    |                    |                    |                    |                    |                    |                    |                    |                    |                    |                    |                    |                    |

## Джерело
- Jamshedpur [Архівовано 15 березня 2009 у Wayback Machine.] Енциклопедія Британніка